# Prins, de Munnik & den Tex
Prins, De Munnik & Den Tex is een Nederlandstalig trio dat in 2007 en 2022 actief is geweest als theatermakers.
Met hun theatershow 'Op weg naar huis' presenteerden zij in 2007 zestien nummers lang hun liedjesprogramma. Er werd ook een gelijknamig album uitgebracht, dat werd opgenomen in Delft.
In 2022 trok het trio weer de theaters in, met vertalingen van twintig iconische Amerikaanse popsongs. Zowel de show als een bijbehorende plaat (met elf nummers) heten "De vertalingen".

## Bezetting
- Kees Prins - zang, akoestische gitaar & mondharmonica
- Paul de Munnik - zang, piano, akoestische gitaar & accordeon
- JP den Tex - zang & akoestische gitaar